# Stefie Shock
Pour les articles homonymes, voir Stéphane Caron, Caron et Shock.
Stefie Shock, de son nom de naissance Stéphan Caron, est un auteur-compositeur-interprète, multi-instrumentiste, réalisateur et DJ québécois. Il a publié huit albums depuis 2000.

## Biographie
Né à Montréal le 9 mars 1969, il commence à jouer de la batterie à l’âge de treize ans. Il s’intéresse aussi au DJing à peu près au même moment, en remixant des chansons à l’aide d’un équipement rudimentaire. Il devient DJ dans plusieurs boîtes de Montréal et lors de nombreux événements dès 1993, profession qui le passionne toujours. 
Son premier album est enregistré à Londres en 1999 avec le réalisateur français Dimitri Tikovoï. Presque rien sort le 11 avril 2000, acclamé par la critique qui parle d'un artiste original et novateur. Dès sa première tournée en 2001, on l’a aussi consacré comme bête de scène.
En 2003, il fait paraître l'album Le décor, qui devint rapidement disque d’or grâce à plusieurs singles qui tournent beaucoup à la radio, dont L'amour dans le désert et Un homme à la mer.  Le rayonnement de l’album culmine avec huit nominations au gala de l’ADISQ de 2004 et une tournée d'une centaine de concerts. 
Il sort ensuite les albums Les vendredis (2006), La mécanique de l'amour (2011), Avant l'aube (2014), l’album de duos Douze belles dans la peau en hommage à Serge Gainsbourg (2016), accompagné de Klô Pelgag, Fanny Bloom, Evelyne Brochu et Anne Dorval, entre autres. 
En mars 2019 c'est l’album Le fruit du hasard, tandis qu'en novembre 2020 paraît Presque tout Vol. 1, une compilation rétrospective sur vinyle et en numérique. Le titre fait référence à son premier album Presque rien, et contient onze chansons qu’il a sélectionnées lui-même, avec quelques retouches de mixage, une version inédite, un remix personnel, une version alternative et six versions originales. L’idée était de rassembler ce qu’il considère avoir fait de mieux jusqu’à présent, entre succès et deep cuts.
2022 marque la sortie de l'album hors-série Godfree - LP1 qu'il coréalise en partie avec le beatmaker et mixeur RealMind. Il s'agit d'une collection de chansons synthpop-reggae fusion-funk qu’il compose depuis quelques années où il fait appel à de nombreux chanteurs, préférant utiliser sa voix en parcimonie afin de mettre en valeur des styles de chant diversifiés. C’est ainsi que les voix de Face-T, Wesli, NiNi Leinad, Paul Cargnello, Mello G, Kim Richardson et Sonia Cordeau se retrouvent sur cette parution spéciale. 
En février 2023, c'est la sortie de l'édition spéciale 20e anniversaire de l'album Le décor, sur vinyle et en numérique. Pour l'occasion, il s'offre les retouches qu'il souhaite depuis longtemps pour cette édition définitive, en plus d'offrir une chanson inédite issue des sessions de 2003, Hérésie, chanson retirée de l'album à la suite d'une dispute avec un collaborateur. La chanson restera dans les limbes tout ce temps, jusqu'en 2022 où Stefie Shock entreprend de l'achever après avoir résolu le litige.
En 2023, il a également composé la bande sonore de la série Inspirez expirez sur Crave, créée par Sonia Cordeau, Jean-François Chagnon et Katherine Levac.

## Honneurs
- 2001 - Prix Rapsat-Lelièvre
- 2001 - Prix Socan "Chanson populaire" pour la pièce Amalgame (Les Respectables)
- 2002 - Prix Félix-Leclerc (FrancoFolies de Montréal)
- 2004 - Félix au gala de l'ADISQ pour l'album pop-rock (Le Décor)
- 2006 - Prix Socan "Chanson populaire" pour la pièce Ange gardien
- 2008 - Prix Socan "Chanson populaire" pour la pièce Pixels flous
- 2012 - Prix Socan "Chanson populaire" pour la pièce Un jour sur deux

## Discographie
- 2000 : Presque rien
- 2003 : Le Décor
- 2006 : Les vendredis
- 2009 : Tubes, remixes et prémonitions (compilation)
- 2011 : La mécanique de l'amour
- 2014 : Avant l'aube
- 2016 : 12 belles dans la peau, reprises de 12 chansons de Serge Gainsbourg, en duo avec 12 chanteuses[2], Klô Pelgag, Gaële, Fanny Bloom, Laurence Nerbonne, Pascale Bussières, SuzieMcLelove, Anne Dorval, Marie-Pierre Arthur, Marième, Evelyne Brochu, Sophie Beaudet, Stéphanie Lapointe.
- 2019 : Le fruit du hasard
- 2020 : Presque tout, Vol. 1 (compilation)
- 2022 : Godfree - LP1
- 2023 : Le décor - Édition spéciale 20e anniversaire
- 2024 : Inspirez expirez - saison 1 (bande sonore)